# Lucia di Borbone-Due Sicilie
Lucia Maria Raniera di Borbone-Due Sicilie (Monaco di Baviera, 9 luglio 1908 – San Paolo del Brasile, 3 novembre 2001) è stata una principessa italiana del casato dei Borbone delle Due Sicilie, attraverso il suo matrimonio con il principe Eugenio di Savoia, duca di Genova, Lucia fu Duchessa di Ancona e Duchessa di Genova.

## Biografia

### Infanzia

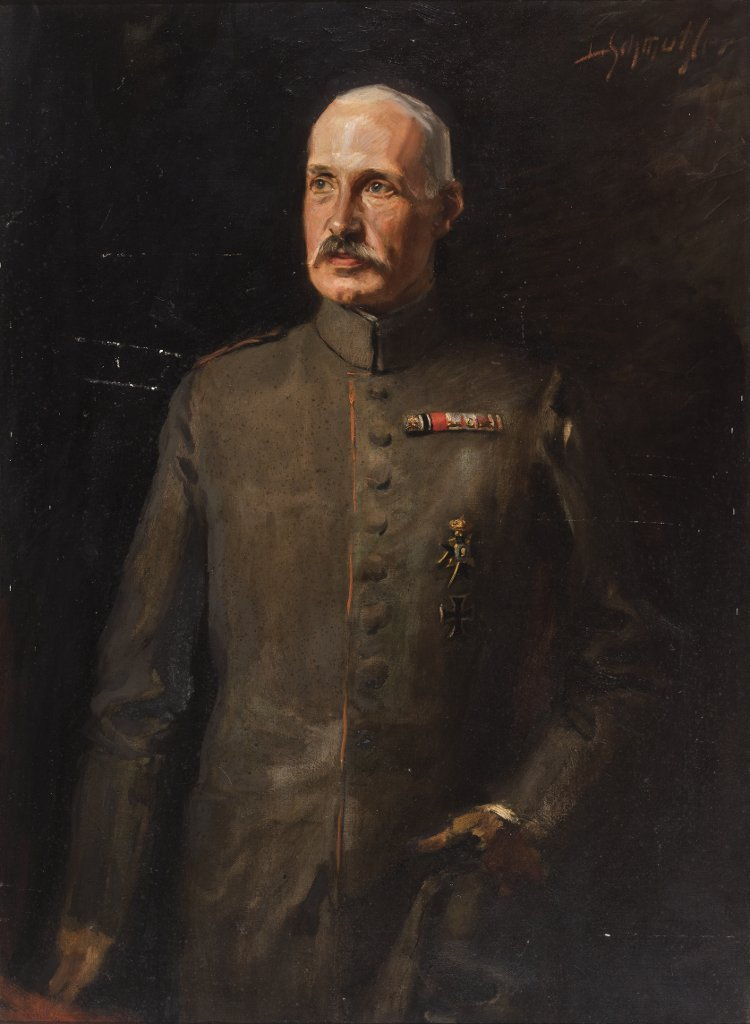
Il principe Ferdinando Pio di Borbone-Due Sicilie ritratto da Leopold Schmutzler

Lucia era la figlia quintogenita del Principe Ferdinando Pio, Duca di Calabria e di sua moglie la Principessa Maria Ludovica Teresa di Baviera.

### Matrimonio

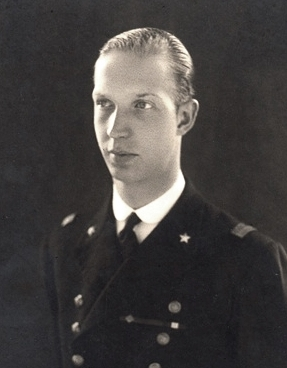
Eugenio di Savoia-Genova

Lucia sposò il principe Eugenio di Savoia, sesto figlio e figlio minore del principe Tommaso di Savoia, II Duca di Genova e di sua moglie la principessa Isabella di Baviera, il 29 ottobre 1938 al castello di Nymphenburg a Monaco di Baviera in Germania.

## Discendenza
Lucia ed Eugenio ebbero una figlia:
- Principessa Maria Isabella di Savoia (Maria Isabella Elena Immacolata Barbara Anna Pace di Savoia-Genova) (nata il 23 giugno 1943 a Roma)

∞ Alberto Frioli (nato il 7 aprile 1943 a Rimini) il 29 aprile 1971 a Losanna, Svizzera
- Vittorio Eugenio Frioli (nato il 27 febbraio 1972 a São Paulo)

∞ Soraia Barbosa Silva il 7 luglio 2007 a Caraguatatuba
- Maria Cristina Frioli (nata e morta nel 1973 a São Paulo)
- Carlo Alberto Frioli (nato il 18 luglio 1974 a São Paulo)

∞ Priscilla Raso il 28 aprile 2007 a São Paulo
- Maria Luce Lydia Frioli (nata il 15 agosto 1978 a São Paulo)

## Titoli e trattamento
- 9 luglio 1908 – 29 ottobre 1938: Sua Altezza Reale, la principessa Lucia di Borbone-Due Sicilie
- 29 ottobre 1938 – 7 settembre 1990: Sua Altezza Reale, la Duchessa di Ancona
- 7 settembre 1990 – 8 dicembre 1996: Sua Altezza Reale, la Duchessa di Genova
- 8 dicembre 1996 – 3 novembre 2001: Sua Altezza Reale, la Duchessa Vedova di Genova

## Ascendenza
|                                                     |                                                 |                                            | Genitori                                  |  |  | Nonni |  |  | Bisnonni                        |  |  | Trisnonni                     |  |
|                                                     |                                                 |                                            |                                           |  |  |       |  |  | Ferdinando II delle Due Sicilie |  |  | Francesco I delle Due Sicilie |  |
|                                                     |                                                 |                                            |                                           |  |  |       |  |  | Ferdinando II delle Due Sicilie |  |  | Francesco I delle Due Sicilie |  |
|                                                     |                                                 | Maria Isabella di Borbone-Spagna           |                                           |  |  |       |  |  | Ferdinando II delle Due Sicilie |  |  |                               |  |
| Alfonso di Borbone-Due Sicilie                      |                                                 |                                            |                                           |  |  |       |  |  | Ferdinando II delle Due Sicilie |  |  |                               |  |
|                                                     |                                                 | Maria Teresa d'Asburgo-Teschen (1816-1867) | Carlo d'Asburgo-Teschen                   |  |  |       |  |  |                                 |  |  |                               |  |
|                                                     |                                                 | Maria Teresa d'Asburgo-Teschen (1816-1867) | Carlo d'Asburgo-Teschen                   |  |  |       |  |  |                                 |  |  |                               |  |
|                                                     |                                                 | Maria Teresa d'Asburgo-Teschen (1816-1867) | Enrichetta di Nassau-Weilburg (1797-1829) |  |  |       |  |  |                                 |  |  |                               |  |
| Principe Ferdinando Pio, Duca di Calabria           |                                                 | Maria Teresa d'Asburgo-Teschen (1816-1867) |                                           |  |  |       |  |  |                                 |  |  |                               |  |
|                                                     |                                                 | Principe Francesco, Conte di Trapani       | Francesco I delle Due Sicilie             |  |  |       |  |  |                                 |  |  |                               |  |
|                                                     |                                                 | Principe Francesco, Conte di Trapani       | Francesco I delle Due Sicilie             |  |  |       |  |  |                                 |  |  |                               |  |
|                                                     |                                                 | Principe Francesco, Conte di Trapani       | Maria Isabella di Borbone-Spagna          |  |  |       |  |  |                                 |  |  |                               |  |
| Principessa Maria Antonietta di Borbone-Due Sicilie |                                                 | Principe Francesco, Conte di Trapani       |                                           |  |  |       |  |  |                                 |  |  |                               |  |
|                                                     |                                                 | Arciduchessa Maria Isabella d'Austria      | Leopoldo II, Granduca di Toscana          |  |  |       |  |  |                                 |  |  |                               |  |
|                                                     |                                                 | Arciduchessa Maria Isabella d'Austria      | Leopoldo II, Granduca di Toscana          |  |  |       |  |  |                                 |  |  |                               |  |
|                                                     |                                                 | Arciduchessa Maria Isabella d'Austria      | Maria Antonia di Borbone-Due Sicilie      |  |  |       |  |  |                                 |  |  |                               |  |
| Principessa Lucia di Borbone-Due Sicilie            |                                                 | Arciduchessa Maria Isabella d'Austria      |                                           |  |  |       |  |  |                                 |  |  |                               |  |
|                                                     | Principe Luitpold, Principe Reggente di Baviera | Ludovico I di Baviera                      |                                           |  |  |       |  |  |                                 |  |  |                               |  |
|                                                     | Principe Luitpold, Principe Reggente di Baviera | Ludovico I di Baviera                      |                                           |  |  |       |  |  |                                 |  |  |                               |  |
|                                                     | Principe Luitpold, Principe Reggente di Baviera | Teresa di Sassonia-Hildburghausen          |                                           |  |  |       |  |  |                                 |  |  |                               |  |
| Ludovico III di Baviera                             | Principe Luitpold, Principe Reggente di Baviera |                                            |                                           |  |  |       |  |  |                                 |  |  |                               |  |
|                                                     |                                                 | Arciduchessa Augusta d'Austria             | Leopoldo II di Toscana                    |  |  |       |  |  |                                 |  |  |                               |  |
|                                                     |                                                 | Arciduchessa Augusta d'Austria             | Leopoldo II di Toscana                    |  |  |       |  |  |                                 |  |  |                               |  |
|                                                     |                                                 | Arciduchessa Augusta d'Austria             | Maria Anna Carolina di Sassonia           |  |  |       |  |  |                                 |  |  |                               |  |
| Principessa Maria Ludovica Teresa di Baviera        |                                                 | Arciduchessa Augusta d'Austria             |                                           |  |  |       |  |  |                                 |  |  |                               |  |
|                                                     |                                                 | Ferdinando Carlo Vittorio d'Asburgo-Este   | Francesco IV, Duca di Modena              |  |  |       |  |  |                                 |  |  |                               |  |
|                                                     |                                                 | Ferdinando Carlo Vittorio d'Asburgo-Este   | Francesco IV, Duca di Modena              |  |  |       |  |  |                                 |  |  |                               |  |
|                                                     |                                                 | Ferdinando Carlo Vittorio d'Asburgo-Este   | Maria Beatrice di Savoia                  |  |  |       |  |  |                                 |  |  |                               |  |
| Maria Teresa Enrichetta d'Asburgo-Este              |                                                 | Ferdinando Carlo Vittorio d'Asburgo-Este   |                                           |  |  |       |  |  |                                 |  |  |                               |  |
|                                                     |                                                 | Elisabetta Francesca d'Asburgo-Lorena      | Arciduca Giuseppe, Palatino d'Ungheria    |  |  |       |  |  |                                 |  |  |                               |  |
|                                                     |                                                 | Elisabetta Francesca d'Asburgo-Lorena      | Arciduca Giuseppe, Palatino d'Ungheria    |  |  |       |  |  |                                 |  |  |                               |  |
|                                                     |                                                 | Elisabetta Francesca d'Asburgo-Lorena      | Duchessa Maria Dorotea di Württemberg     |  |  |       |  |  |                                 |  |  |                               |  |
|                                                     |                                                 | Elisabetta Francesca d'Asburgo-Lorena      |                                           |  |  |       |  |  |                                 |  |  |                               |  |